# Hawijah Sayyad
Hweijeh Elsiad (tiếng Ả Rập: حويجة السياد) là một ngôi làng Syria nằm ở phó huyện Qalaat al-Madiq thuộc huyện Al-Suqaylabiyah, Hama. Theo Cục Thống kê Trung ương Syria (CBS), Hweijeh Elsiad có dân số 846 trong cuộc điều tra dân số năm 2004.